# Posavasos

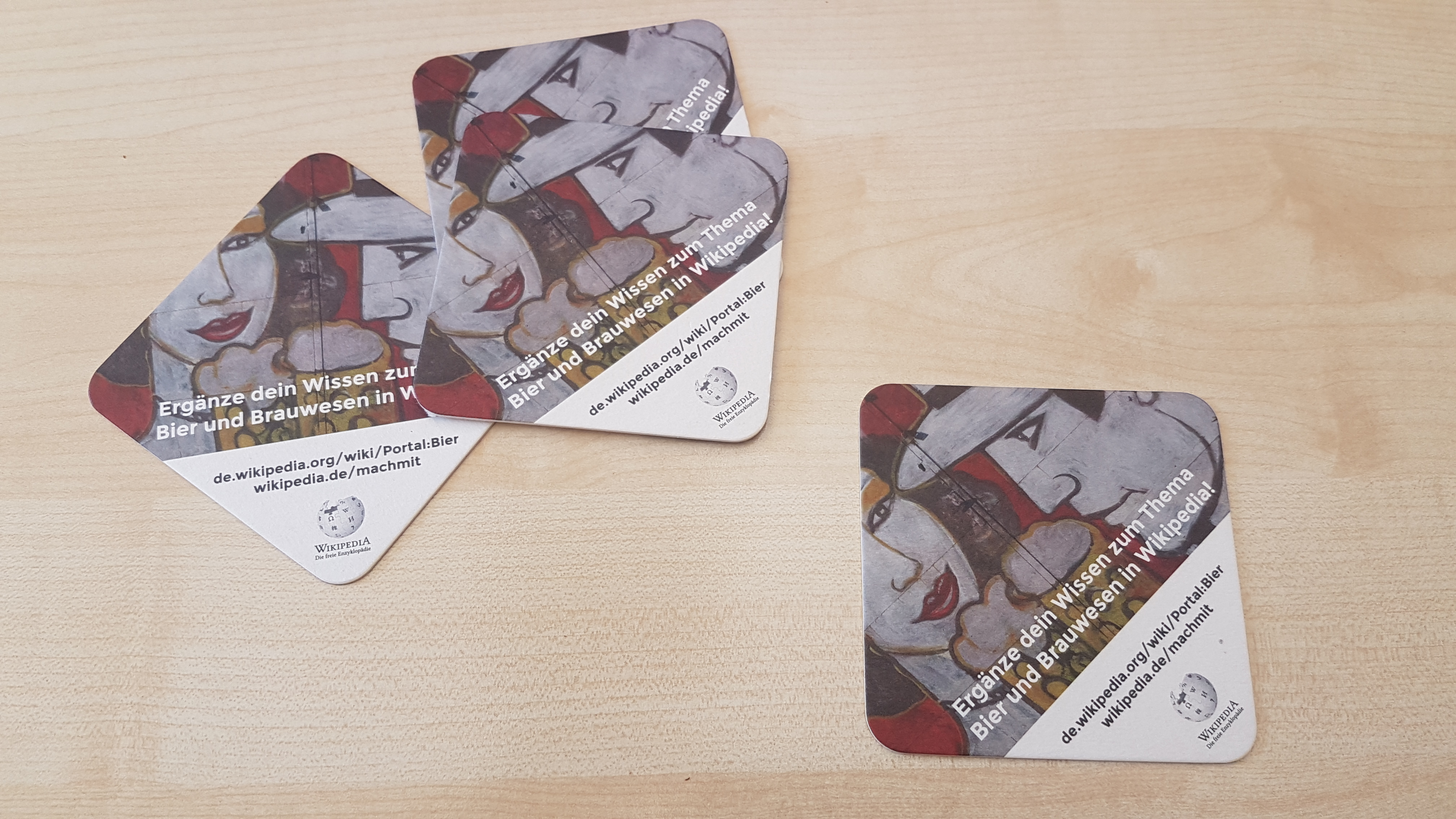
Posavasos.

Los posavasos, apoyavasos, portavasos o secantes son utensilios sobre los que se apoyan los vasos y otros objetos similares para evitar mojar o ensuciar el mantel, la mesa o la barra. 
Los posavasos son, en su mayoría, redondos o cuadrangulares. Generalmente están fabricados de cartón o papel y son desechables. En el servicio de mesa en restaurantes se utilizan modelos de materiales más duraderos como plástico, corcho, metálicos o de fibras vegetales. 
En algunos bares y cafeterías, los posavasos se colocan cuando se sirve la bebida colocándose sobre la barra o en las mesas debajo del vaso. Sin embargo, en los restaurantes, se colocan bajo las copas desde un primer momento. Así se hace igualmente, al organizar una reunión de trabajo o montar una mesa presidencial. Los posavasos pueden estar decorados con una marca (generalmente cerveza, refresco u otro tipo de bebida). En merchandising se usan para promocionar un establecimiento, una cadena franquiciada, un evento, etc.

## Coleccionismo
Los posavasos impresos son objeto de coleccionismo, existiendo asociaciones de coleccionistas en numerosos países del mundo. Por ejemplo, la Sociedad de Coleccionistas de Posavasos Británica fue fundada en 1960 y organiza encuentros periódicos entre sus socios, generalmente en pubs, para intercambiar posavasos.

## Galería

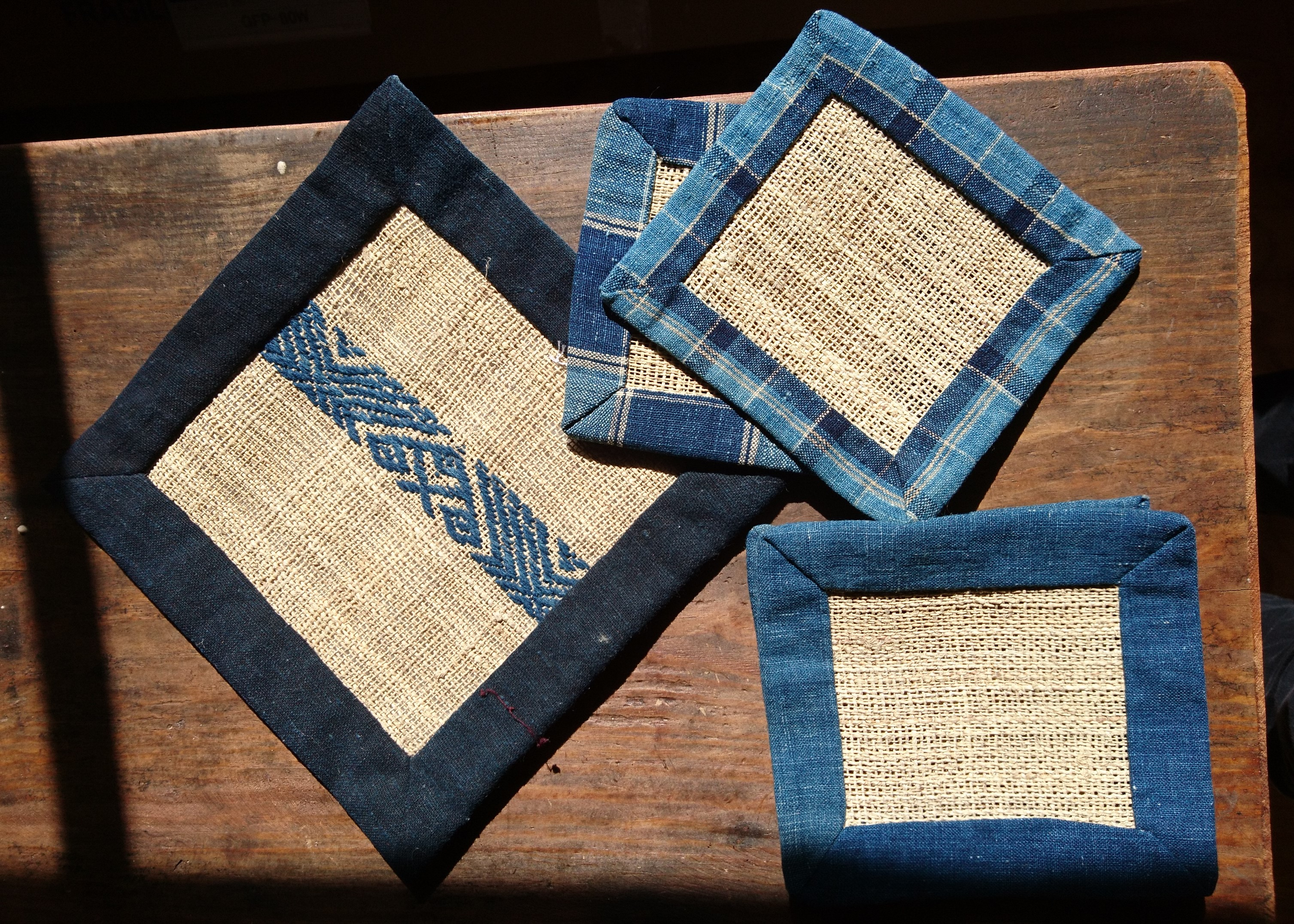
Posavasos de tela
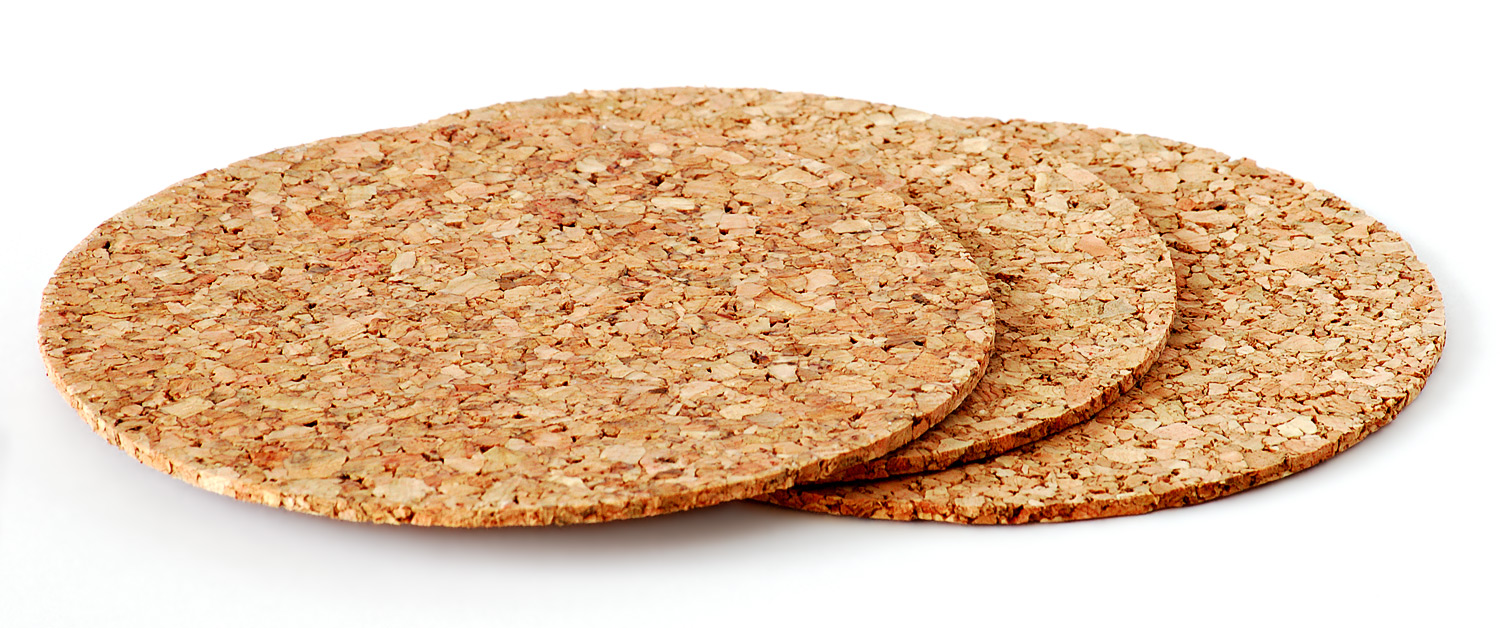
Posavasos de corcho
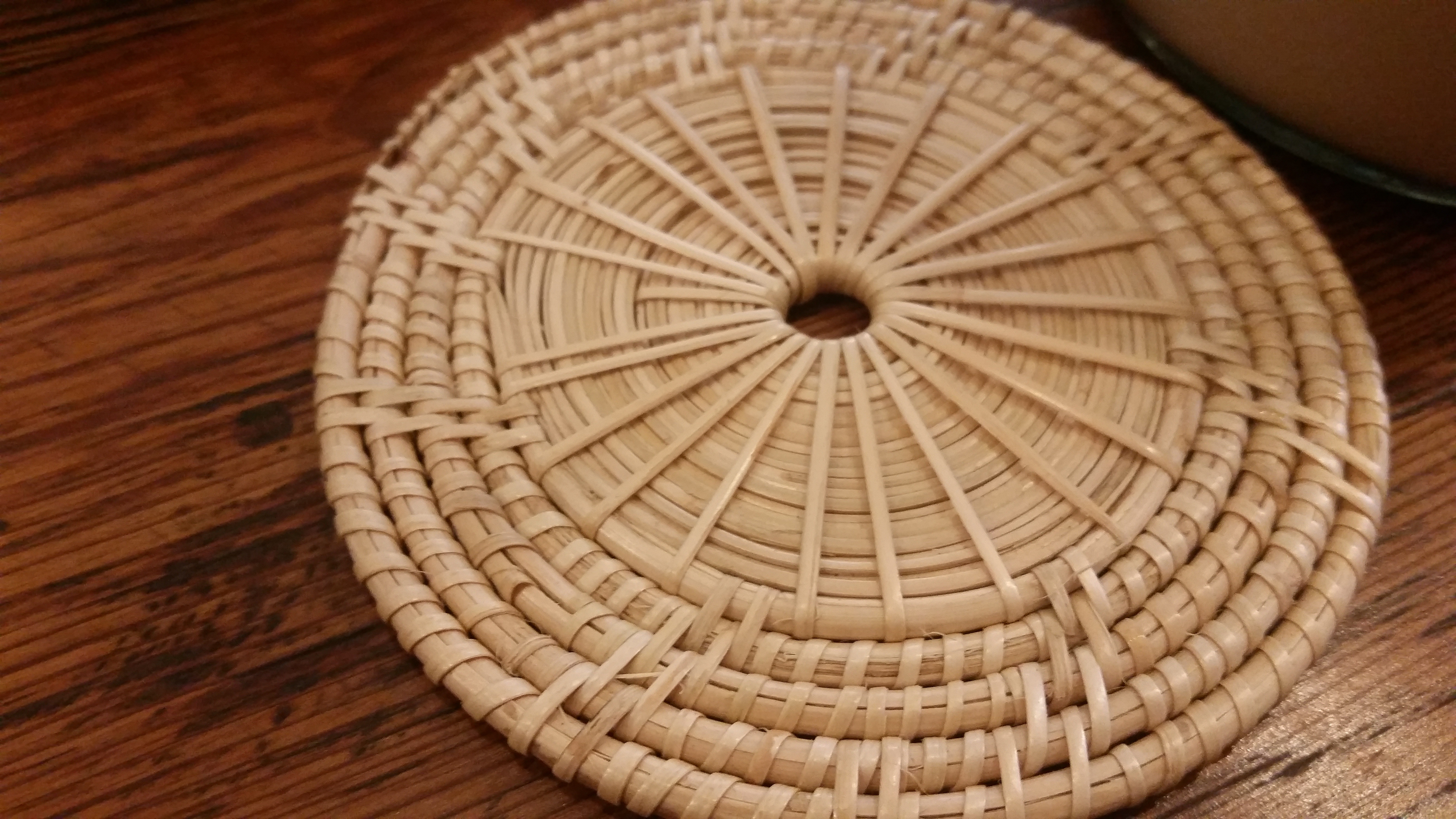
Posavasos de bambú
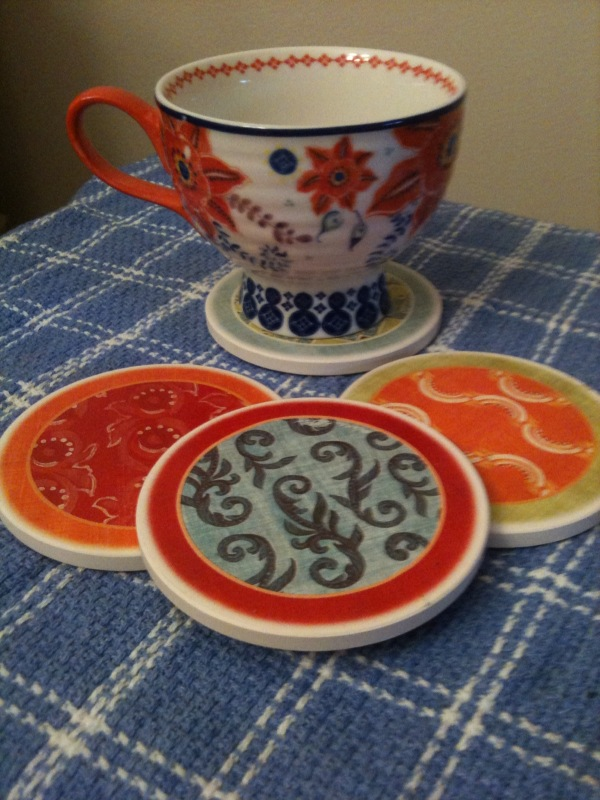
Posavasos de arenisca
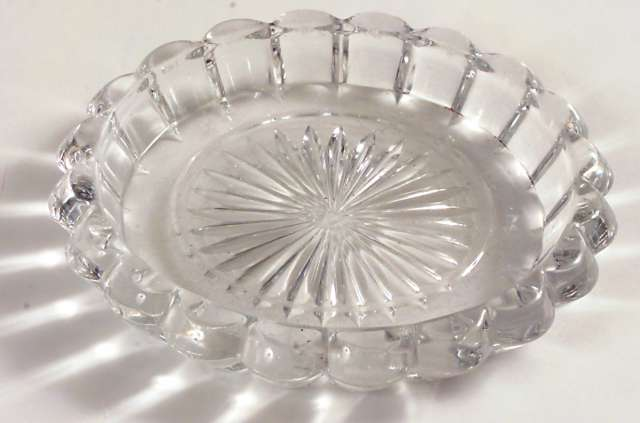
Posavasos de vidrio
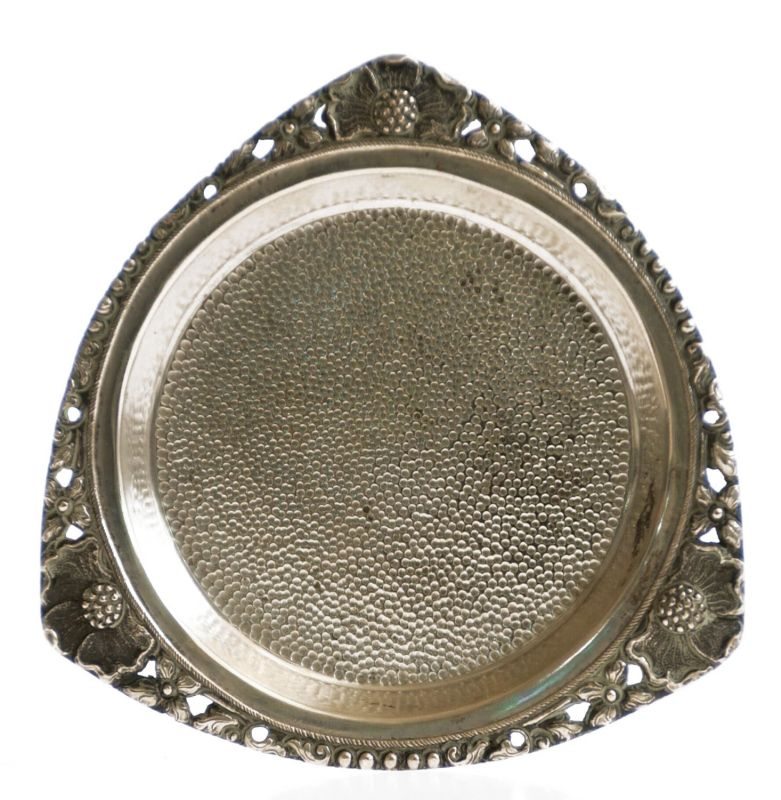
Posavasos metálico